# Santa Maria in Portico (Nápoly)
A Santa Maria in Portico egy 1634-ben épített nápolyi barokk templom. Homlokzatát Angelo Guglielmelli építette. A templombelsőt Fabrizio Santafede, Paolo De Matteis, Giovanni Battista Beinaschi, Fedele Fischetti valamint Domenico Antonio Vaccaro alkotásai díszítik.